# Utvrda Lahore i vrtovi Šalimar
Utvrda i Šalamar vrtovi u Lahoreu su naziv UNESCO-ove svjetske baštine koja se sastoji od Utvrde Lahore i Vrtova Šalimar u gradu Lahoreu (pokrajina Pandžab, Pakistan). Oni su upisani na UNESCO-ov popis mjesta svjetske baštine u Aziji i Oceaniji 1981. godine, a na popis ugroženih mjesta svjetske baštine su dospjeli na zahtjev pakistanske vlade zbog uništenja povijesnih rezervoara 1999. godine kako bi se proširio put i zbog propadanja zidova vrta. No, 2012. godine su izbrisani s ovog popisa zbog poboljšanja zaštite.

## Utvrda Lahore
Utvrda Lahore se nalazi na sjeveroistočnom kutu utvrđenog starog grada Lahorea, ima trapezasti oblik i proteže se na području površine veće od 20 hektara.
Utvrdu je dao izgraditi mogulski car Akbar Veliki (1555. – 1605.) na mjestu starije palače, i nadograđivali su je njegovi nasljednici. Pored njenih trinaest monumentalnih portala, u palači se nalaze paviljoni Šeeš Mahal, Naulaha i Moti Masdžid.

## Vrtovi Šalimar
Šalimar vrtovi (pundžabski: شالیمار باغ) ili Šalamar vrtovi su perzijski vrt koji je u Lahoreu dao izgraditi Šah Džahan 1641. – 42. godine. Nalaze se 5 km od središta grada i značajno su tjecali na vrtnu arhitekturu širom središnje Azije.

## Vanjske poveznice
- Sattar Sikander, The Shalamar: A Typical Muslim Garden, Islamic Environmental Design Research Centre  Arhivirana inačica izvorne stranice od 14. veljače 2006. (Wayback Machine) (engl.) Posjećeno 15. ožujjka 2011.